# Vuurvleugelphilentoma
De vuurvleugelphilentoma (Philentoma pyrhoptera) is een zangvogel uit de familie Vangidae (vanga's).

## Verspreiding en leefgebied
Deze soort komt voor in Maleisië en Indonesië en telt twee ondersoorten:
- P. p. pyrhoptera: Malakka, Sumatra en Borneo.
- P. p. dubia: de Natuna-eilanden (nabij noordwestelijk Borneo).

## Status
De grootte van de populatie is niet gekwantificeerd maar de soort wordt omschreven als algemeen op Borneo en elders vrij algemeen tot plaatselijk algemeen. Op de Rode lijst van de IUCN heeft deze soort de status niet bedreigd.